# Maiberg (Waffenbrunn)
Maiberg ist ein Gemeindeteil der Gemeinde Waffenbrunn im Landkreis Cham des Regierungsbezirks Oberpfalz im Freistaat Bayern.

## Geografie
Maiberg liegt auf dem Westufer des Katzbaches und an der Staatsstraße 2146. Es schließt direkt an die nordöstliche Ecke von Waffenbrunn an. Östlich von Maiberg, auf dem östlichen Ufer des Katzbaches, verläuft die Bahnstrecke Cham–Waldmünchen. An der Südostecke von Maiberg befindet sich der Haltepunkt Waffenbrunn. Westlich von Maiberg erheben sich der 466 Meter hohe Vogelherd und der 486 Meter hohe Münchsbachberg. Der Katzbach wird auf seiner Ostseite gegenüber von Maiberg durch die steilen Stegmühlhänge begrenzt, die bis zu einer Höhe von 475 Metern aufsteigen.

## Geschichte
Maiberg (auch: Mainberg) hatte 1752 3 Anwesen. Die Eigentümer hießen Hanslmayr, Schmis, Iglhaut.
1808 wurde die Verordnung über das allgemeine Steuerprovisorium erlassen. Mit ihr wurde das Steuerwesen in Bayern neu geordnet und es wurden Steuerdistrikte gebildet. Dabei kam Maiberg zum Steuerdistrikt Waffenbrunn. Der Steuerdistrikt Waffenbrunn umfasste die Orte Waffenbrunn, Maiberg, Pointmühle, Weiher, Prienzing, Stegmühle, Neugeigen, Willmering, Zifling.
1821 wurden im Landgericht Cham Gemeinden gebildet. Aus dem Steuerdistrikt Waffenbrunn gingen die Gemeinden Waffenbrunn und Willmering hervor. Die Gemeinde Waffenbrunn erhielt dabei die Orte Waffenbrunn, Maiberg, Pointmühle, Weiher.
Wie man auf den historischen Karten sehen kann, waren noch im 19. Jahrhundert Waffenbrunn, Maiberg und Pointmühle einzelne, deutlich voneinander getrennte Ortschaften. Heute (2023) sind sie zusammengewachsen und ihre Grenzen sind kaum noch zu erkennen.

## Pfarreizugehörigkeit
Maiberg gehörte zunächst zur Pfarrei Pemfling, dann zum Schlossbenefizium Waffenbrunn. 1923 wurde Maiberg der neu gegründeten Pfarrei Waffenbrunn zugeteilt. 1997 hatte Maiberg 96 Katholiken.

## Einwohnerentwicklung ab 1838
| Jahr | Einwohner | Gebäude |
| ---- | --------- | ------- |
| 1838 | 28        | 4       |
| 1861 | 18        | 10      |
| 1871 | 16        | 11      |
| 1885 | 30        | 4       |
| 1900 | 37        | 4       |
| 1913 | 38        | 5       |

| Jahr | Einwohner | Gebäude |
| ---- | --------- | ------- |
| 1925 | 31        | 5       |
| 1950 | 54        | 8       |
| 1961 | 52        | 10      |
| 1970 | 84        | k. A.   |
| 1987 | 101       | 25      |
| 2011 | 191       | k. A.   |